# Ву Ван Тьен, Жозеф
Жозеф Ву Ван Тьен (вьет. Giuse Vũ Văn Thiên; 26 октября 1960, Ке Сат, Вьетнам) — вьетнамский прелат. Епископ Хайфона с 26 ноября 2002 по 17 ноября 2018. Архиепископ Ханоя с 17 ноября 2018. 